# Léon Teisserenc de Bort

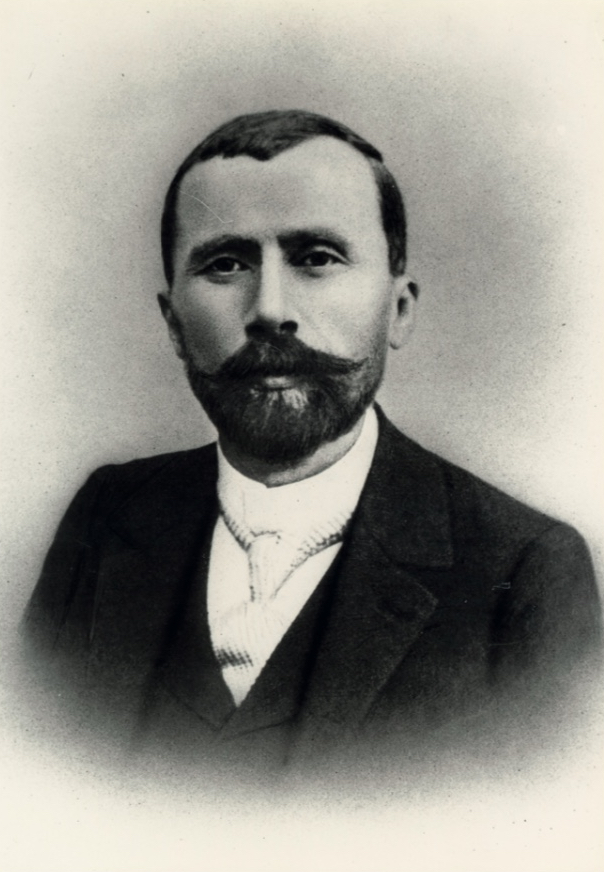
Léon Teisserenc de Bort

Léon Philippe Teisserenc de Bort (1855–1913) – francuski meteorolog. W 1898 roku odkrył istnienie w atmosferze ziemskiej dwóch warstw, które różnią się rozkładem temperatur. Warstwy te nazwano później troposferą i stratosferą. Wspólnie z Richardem Assmannem (który potwierdził wyniki de Borta w 1902 roku) jest uważany za odkrywcę stratosfery. Był członkiem Francuskiej Akademii Nauk.